# Open de Reykjavik
L'Open de Reykjavik (Reykjavik Open en anglais) est un tournoi d'échecs organisé depuis 1964 dans la ville de Reykjavik en Islande.

## Organisation
Jusqu'en  2008, le tournoi était organisé tous les deux ans (les années paires). De 1964 à 1980, le tournoi était un tournoi toutes rondes. Depuis 1982, à l'exception de l'édition de 1992, le tournoi est organisé suivant le système suisse. Depuis 2008, le tournoi est organisé annuellement, habituellement au printemps avec une interruption en 2020. L'édition de 2021 a été remplacée par le championnat d'Europe d'échecs individuel disputé en septembre 2021.

## Multiples vainqueurs
5 victoires
- Hannes Stefánsson (en 1994, 2000, 2008, 2009 et 2010)

3 victoires
- Friðrik Ólafsson (en 1966, 1972 et 1976)

2 victoires
- Jóhann Hjartarson (en 1984 et 1992)
- Jan Timman (en 1976 et 2004)
- Helgi Ólafsson (en 1984 et 1990)
- Predrag Nikolić (en 1986 et 1996)
- Jón Loftur Árnason (en 1988 et 1990)
- Jaan Ehlvest (en 2002 et 2004)
- Igor-Alexandre Nataf (en 2004 et 2006)
- Ivan Sokolov (en 2010 et 2011)
- Youriï Kouzoubov (en 2010 et 2011)
- Abhijeet Gupta (en 2010 et 2016)

## Palmarès

### Tournois toutes rondes de 1964 à 1980
| Édition Année | Édition Année | Vainqueur                                          | Fédération                       |
| ------------- | ------------- | -------------------------------------------------- | -------------------------------- |
| 1             | 1964          | Mikhaïl Tal                                        | Union soviétique                 |
| 2             | 1966          | Friðrik Ólafsson                                   | Islande                          |
| 3             | 1968          | Ievgueni Vassioukov Mark Taïmanov                  | Union soviétique                 |
| 4             | 1970          | Guðmundur Sigurjónsson                             | Islande                          |
| 5             | 1972          | Friðrik Ólafsson, Florin Gheorghiu, Vlastimil Hort | Islande Roumanie Tchécoslovaquie |
| 6             | 1974          | Vassily Smyslov                                    | Union soviétique                 |
| 7             | 1976          | Friðrik Ólafsson, Jan Timman                       | Islande Pays-Bas                 |
| 8             | 1978          | Walter Browne                                      | États-Unis                       |
| 9             | 1980          | Viktor Koupreïtchik                                | Union soviétique                 |

### Tournois de 1982 à 2006
En 1992, le tournoi de Reykjavik était un tournoi toutes rondes.
| Édition Année | Édition Année | Vainqueur | Fédération                                                           |
| ------------- | ------------- | --- | -------------------------------------------------------------------- |
| 10            | 1982          | Lev Alburt | États-Unis                                                           |
| 11            | 1984          | Jóhann Hjartarson, Helgi Ólafsson, Samuel Reshevsky | Islande États-Unis                                                   |
| 12            | 1986          | Predrag Nikolić | Yougoslavie                                                          |
| 13            | 1988          | Jón Árnason | Islande                                                              |
| 14            | 1990          | Helgi Ólafsson, Jón Árnason, Sergueï Dolmatov, Lev Polougaïevski, Rafael Vaganian, Yasser Seirawan, Nick de Firmian, Iouri Razouvaïev, Erling Mortensen | Islande Union soviétique États-Unis Union soviétique Norvège         |
| 15            | 1992          | Jóhann Hjartarson, Alexeï Chirov | Islande Lettonie                                                     |
| 16            | 1994          | Hannes Stefánsson, Vadim Zviaguintsev, Ievgueni Pigoussov                                                                                               | Islande Russie                                                       |
| 17            | 1996          | Simen Agdestein, Predrag Nikolić] Jonathan Tisdall | Norvège Bosnie-Herzégovine Norvège                                   |
| 18            | 1998          | Larry Christiansen | États-Unis                                                           |
| 19            | 2000          | Hannes Stefánsson | Islande                                                              |
| 20            | 2002          | Jaan Ehlvest, Oleg Korneïev | Estonie Russie                                                       |
| 21            | 2004          | Alekseï Dreïev, Vladimir Epichine, Emil Sutovsky, Jan Timman, Levon Aronian, Igor-Alexandre Nataf, Jaan Ehlvest, Robert Markuš                          | Russie Israël Pays-Bas Allemagne France Estonie Serbie-et-Monténégro |
| 22            | 2006          | Gabriel Sargissian, Ahmed Adly, Shakhriyar Mamedyarov, Igor-Alexandre Nataf, Pentala Harikrishna                                                        | Arménie Égypte Azerbaïdjan France Inde                               |

### Tournois open annuels (depuis 2008)
| Édition Année | Édition Année | Vainqueurs                                                                                    | Fédération                                       | Points                   |
| ------------- | ------------- | --------------------------------------------------------------------------------------------- | ------------------------------------------------ | ------------------------ |
| 23            | 2008          | Wang Hao, Hannes Stefánsson, Wang Yue                                                         | Chine Islande Chine                              | 7 / 9                    |
| 24            | 2009          | Héðinn Steingrímsson, Youriï Kryvoroutchko, Hannes Stefánsson                                 | Islande Ukraine Islande                          | 7 / 9                    |
| 25            | 2010          | Ivan Sokolov, Youriï Kouzoubov, Abhijeet Gupta, Hannes Stefánsson                             | Bosnie-Herzégovine Ukraine Inde Islande          | 7 / 9                    |
| 26            | 2011          | Youriï Kouzoubov, Ivan Sokolov, Vladimir Baklan, Kamil Miton, Jon Ludvig Hammer, Illia Nyjnyk | Ukraine Pays-Bas Ukraine Pologne Norvège Ukraine | 7 / 9                    |
| 27            | 2012          | Fabiano Caruana                                                                               | Italie                                           | 8,5 / 10                 |
| 28            | 2013          | Pavel Eljanov, Wesley So, Bassem Amin                                                         | Ukraine Philippines Égypte                       | 8 / 10                   |
| 29            | 2014          | Li Chao                                                                                       | Chine                                            | 8,5 / 10                 |
| 30            | 2015          | Erwin l'Ami                                                                                   | Pays-Bas                                         | 8,5 / 10                 |
| 31            | 2016          | Abhijeet Gupta                                                                                | Inde                                             | 8,5 / 10                 |
| 32            | 2017          | Anish Giri                                                                                    | Pays-Bas                                         | 8,5 / 10                 |
| 33            | 2018          | Baskaran Adhiban                                                                              | Inde                                             | 7,5 / 9                  |
| 34            | 2019          | Constantin Lupulescu (1er-8e) (vainqueur au départage)                                        | Roumanie                                         | 7 / 9                    |
|               | 2020          | Édition annulée                                                                               | Édition annulée                                  | Édition annulée          |
| 35            | 2021          | Anton Demtchenko (championnat d'Europe disputé en septembre)                                  | Allemagne                                        | 8,5 / 11 1er-2e : Keymer |
| 36            | 2022          | Rameshbabu Praggnanandhaa                                                                     | Inde                                             | 7,5 / 9                  |
| 37            | 2023          | Nils Grandelius                                                                               | Suède                                            | 7,5 / 9                  |
| 38            | 2024          | Bogdan-Daniel Deac                                                                            | Roumanie                                         | 7,5 / 9                  |
| 39            | 2025          | Parham Maghsoodloo                                                                            | Iran                                             | 7,5 / 9                  |